# Кисельова Нонна Миколаївна
Нонна Миколаївна Кисельо́ва (нар. 13 січня 1939, Іздешково) — художниця декоративної кераміки, ландшафтна архітекторка, член Спілки радянських художників України з 1970 року.

## Біографія
Народилася 13 січня 1939 року в смт Іздешково (нині село, Сафоновський район Смоленська область, Росія). Упродовж 1955—1958 років навчалася на курсах підготовки майстрів кераміки при Ленінградському вищому художньо-промисловому училищі у Ніни Кочнєвої, Володимира Маркова. Дипломна робота — кавовий сервіз (керівник Володимир Ольшевський).
Протягом 1958—1965 років працювала на заводі «Художній керамік» у смт Опішня Полтавська область. Одночасно навчалася в Ленінградському інституті живопису, скульптури та архітектури, який закінчила в 1965 році. З 1966 року працювала в Республіканськомму об'єднанні «Укрхудожпром» у Києві (у 1978–1990-ті роки обіймала посаду головного художника).
Жила в Києві в будинку на вулиці Ентузіастів, № 9,1, квартира № 9, та в будинку на проспекті Свободи, № 3, квартира № 146.

## Творчість
Працювала в галузі декоративного мистецтва (художня кераміка). Створювала художні вироби побутового і декоративного призначення, декоративні скульптури малих форм у руслі традицій українського народного мистецтва. З 1990-х років займалася ландшафтним дизайном, інтер'єром житлових і громадських споруд, живописом. Серед робіт:
вази
- набір «Сім'я» (1969);
- «Полтавка» (1969);
- набір «Карпати» (1969);
- «Красуня» (1980);

тарілки
- «Птахи» (1969, Національний музей українського народного декоративного мистецтва);
- «Орнаментальна» (1970, Національний музей українського народного декоративного мистецтва);
- «Вершники» (1972);
- «Козак» (1974);
- «Гандзя молодиця» (1975);

декоратиний посуд
- «Баранець» (1967, Національний музей українського народного декоративного мистецтва);
- «Провинились» (1969);
- «Корівка» (1970);

скульптурні композиції
- «Пісня» (1966);
- «Дівчинка з квіткою» (1966, Національний музей українського народного декоративного мистецтва);
- «З базару» (1966—1970);
- «Двоє» (1972, Національний музей українського народного декоративного мистецтва);

живопис
- «Весна» (1994);
- «Цвітіння» (2008, папір, акварель).

Уклала альбом «Художественные промыслы Украины» (Київ, 1980).
Брала участь у всеукраїнських, всесоюзних мистецьких виставках з 1969 року.